# Римокатоличка црква Свете Терезе Авилске
Римокатоличка црква Свете Терезе Авилске се налази у Суботици, подигнута је у периоду од 1773. до 1797. године. Столна је црква Суботичке бискупије. Представља заштићено непокретно културно добро као споменик културе од великог значаја.
Црква својим монументалним размерама и складним архитектонским композиционим решењима доминира једним од главних тргова у граду. Саграђена је у духу прелазног барокно-класицистичког стилског периода као једнобродна грађевина триконхалне основе са полукружном олтарском апсидом и бочним сакристијама. Два висока двоспратна звоника доминирају западном фасадом са пољем између њих које је завршено тимпаноном. Вишеструко профилисани пиластри уоквирују главни портал.
Унутрашњи простор прекривају сферна поља која граде лукови, наспрамно спајајући пиластре прислоњене уз подужне зидове, са наглашеном колористичком декорацијом, која је имала за циљ репрезентативност. Осликавање централног олтара поверено је Јожефу Шафту из Пеште од 1802. до 1820. године. Зидне слике, настале у последњим деценијама 19. века, рад су Каспера Шлајбнера и Клаузена Јаноша, за кога се претпоставља да је аутор и зидне орнаментике. Изузетно префињеном израдом одликује се камена стела на гробу племићке породице Перчић, из 1824. године. Храм је обновљен 1912. године, о чему сведочи запис на бочном зиду левог звоника.
Обимни конзерваторско рестаураторски радови на сликарству вршени су 70-тих година 20. века, а уређење порте током 2001. и 2005. године.